# 大貫村
大貫村（おおぬきむら）は、昭和29年（1954年）まで宮城県遠田郡の北東部に存在していた村。現在の大崎市田尻大貫・田尻蕪栗にあたる。

## 地理
- 山：山王山 (200m)
- 河川：旧迫川
- 湖沼：蕪栗沼、切伏沼

## 沿革
- 明治22年（1889年）4月1日 - 町村制施行にともない、大貫村と蕪栗村が合併して新制の大貫村が発足。
- 昭和29年（1954年）5月3日 - 田尻町・沼部村と合併し、新制の田尻町となる。

## 行政
- 歴代村長

| 代 | 氏名           | 就任                       | 退任                       | 備考 |
| -- | -------------- | -------------------------- | -------------------------- | ---- |
| 1  | 浅野東五郎     | 明治22年（1889年）4月24日  | 明治22年（1889年）5月8日   |      |
| 2  | 横沢忠兵衛     | 明治22年（1889年）5月10日  | 明治30年（1897年）5月9日   |      |
| 3  | 遠藤清         | 明治30年（1897年）         | 明治31年（1898年）         |      |
| 4  | 小野寺喜代太郎 | 明治31年（1898年）8月9日   | 明治39年（1906年）10月8日  |      |
| 5  | 横沢忠兵衛     | 明治39年（1906年）11月14日 | 明治42年（1909年）8月9日   | 再任 |
| 6  | 小野寺喜代太郎 | 明治42年（1909年）8月30日  | 大正2年（1913年）8月29日   | 再任 |
| 7  | 青木貞五郎     | 大正2年（1913年）9月4日    | 大正7年（1918年）12月28日  |      |
| 8  | 高橋謙三郎     | 大正8年（1919年）5月10日   | 昭和2年（1927年）3月31日   |      |
| 9  | 岩井正         | 昭和2年（1927年）4月9日    | 昭和21年（1946年）11月20日 |      |
| 10 | 遠藤勝美       | 昭和22年（1947年）4月7日   | 昭和26年（1951年）4月4日   |      |
| 11 | 門間猛         | 昭和26年（1951年）4月25日  | 昭和29年（1954年）5月2日   |      |